# 서용인 분기점
서용인 분기점(西龍仁分岐點, W.Yongin Junction, 서용인JC)은 경기도 용인시 처인구 포곡읍 마성리에 설치된 영동고속도로와 수도권제2순환고속도로가 만나는 분기점이다. 2022년 3월 21일에 개통되었다.

## 연혁
- 2016년 12월 27일 : 이천 ~ 오산고속도로 신설을 위해 용인시 도시계획시설 교통광장에 처인구 포곡읍 마성리 일원을 서용인 분기점으로 고시[1]
- 2022년 3월 21일 : 수도권제2순환고속도로 동탄 ~ 곤지암 구간 개통과 함께 통행 개시[2]

## 구조물 정보
변형된 준직결형 입체 교차로이며, 분기점 위치 특성 상 마성터널이 근접하기 때문에 인천 방향 진출입로는 마성 나들목로 연결되는 진출입로에 연결된다.
- 위치 : 경기도 용인시 처인구 포곡읍 마성리

## 접속하는 노선

### 인천・강릉방면
- 영동고속도로 (15번)

### 화성・양평방면
- 수도권제2순환고속도로 (3번)